# Comment dénicher un mari
Comment dénicher un mari (The Mating Game) est un film américain de George Marshall sorti en 1959.

## Synopsis
Dans le Maryland, un vieux grincheux dénonce au fisc son voisin, le fermier Pop Larkin, qui vit dans son ranch avec son excentrique famille sans déclarer ses revenus. L’administration envoie aussitôt sur place son agent, Lorenzo Charlton, pour effectuer un contrôle fiscal. Mais le fonctionnaire est vite séduit par le style de vie décontracté des Larkin, et plus particulièrement par la fille aînée, la jolie Mariette. Alors que le Ministère des Finances décide d’infliger une amende de 50 000 dollars au mauvais contribuable, Lorenzo découvre un vieil acte de réquisition de chevaux qui date de la guerre de Sécession. Or, l’Armée américaine s’engageait à verser à la famille Larkin 1 500 dollars avec intérêts pour les chevaux qu’ils avaient fournis. Le Gouvernement ne s’étant jamais acquitté de cette dette, il se pourrait bien que ce soit l’État qui doive finalement de l’argent aux Larkin…

## Fiche technique
- Réalisation : George Marshall
- Scénario : William Roberts d'après le roman de H.E. Bates Darling Buds of May
- Chef opérateur : Robert Bronner
- Musique : Jeff Alexander
- Producteur : Philip Barry Jr.
- Distributeur : Metro Goldwyn Mayer
- Pays d'origine :  États-Unis
- Procédés : CinemaScope et Metrocolor
- Genre : Comédie
- Durée : 95 minutes
- Sortie à Paris : 18 mars 1960

## Distribution
- Debbie Reynolds  (V.F :  Arlette Thomas) : Mariette Larkin
- Tony Randall  (V.F : Michel Roux) : Lorenzo Charlton
- Paul Douglas  (V.F : William Sabatier) :Pop Larkin
- Fred Clark : Oliver Kelsey
- Una Merkel : Ma Larkin
- Philip Ober (V.F : Jean-Henri Chambois) : Wendell Burnshaw
- Charles Lane : inspecteur Bigelow
- Philip Coolidge : révérend Osgood
- Trevor Bardette : chef Guthrie
- William Smith : Barney

## Critiques
"Une étourdissante comédie dont l'argument et certains caractères pourraient être ceux dont les Anglais ont fait leurs meilleurs films comiques. Il y a cependant ici, de très américain, un rythme dynamique et une forme de gag fondée davantage sur le visuel que sur la psychologie des protagonistes."